# フォーミダブル (戦艦)
|          |                                                                                   |
| 艦歴     |                                                                                   |
| 発注     | 1897年                                                                            |
| 起工     | 1898年3月21日                                                                     |
| 進水     | 1898年11月17日                                                                    |
| 就役     | 1901年9月                                                                         |
| 退役     |                                                                                   |
| その後   | 1915年1月1日に戦没                                                                |
| 除籍     |                                                                                   |
| 性能諸元 |                                                                                   |
| 排水量   | 14,685 トン                                                                       |
| 全長     | 水線長 411 ft (126 m) 全長 431 ft 9 in (131 m)                                    |
| 全幅     | 75 ft (23 m)                                                                      |
| 吃水     | 26 ft 9 in (8.2 m)                                                                |
| 機関     | 垂直三段膨張蒸気機関2基、2軸推進、15,500ihp (11.6 MW)                             |
| 最大速   | 18.0ノット (33 km/h)                                                              |
| 航続距離 | 5,500 カイリ（10ノット(18 km/h)時）                                               |
| 乗員     | 780名（旗艦時810名）                                                              |
| 兵装     | 連装12インチ砲2基 6インチ砲12門 12ポンド砲16門 3ポンド砲6門 18インチ魚雷発射管4門 |

フォーミダブル (HMS Formidable) は、イギリス海軍の前弩級戦艦。フォーミダブル級の1番艦。イギリス海軍でフォーミダブルと名づけられた3隻目の艦船である。また、第一次世界大戦で敵の攻撃により撃沈された2隻目のイギリス戦艦である。

## 艦歴
1898年3月21日起工。同年11月17日進水。1904年10月10日にポーツマス工廠で就役し、地中海艦隊に加わる。1904年にはマルタで修理を開始し、それは1905年4月まで続いた。1908年4月には海峡艦隊に移され、同年8月17日にチャタム工廠で退役し、修理を始めた。1909年4月20日には再就役し、本国艦隊の第1戦隊に加わり、ノアに配備された。同年5月29日には大西洋艦隊に移った。
1912年5月には主要な乗員が削減されて本国艦隊第2艦隊の第5戦艦戦隊に編入され、再び配備されたノアで1914年8月1日の第一次世界大戦勃発まで過ごした。
第一次世界大戦が始まると、フォーミダブルと第5戦艦戦隊はポートランドを基地としてイギリス海峡守備のため、海峡艦隊に編入された。1914年8月にはイギリス遠征軍を無事にフランスへ送り届けた後、フォーミダブルは1914年8月25日にポーツマス海兵大隊のオーステンデへの輸送に従事した。
1914年11月14日、フォーミダブルや他の第5戦艦戦隊の艦は、ドイツ軍のイギリス侵攻が起こりそうであったため、シアネスに配備された。第5戦艦戦隊はダンカン級戦艦からなる第6戦艦戦隊と交代し、1914年12月30日にポートランドへ移った。
1914年12月31日、海峡艦隊司令長官ルイス・ベイリーの指揮の下で、第5戦艦戦隊はポートランド島沖で砲術訓練を行った。軽巡洋艦トパーズとダイアモンドがそれを支援した。訓練後の夜、潜水艦の活動が報告されていたにもかかわらず艦隊は海上に留まっていた。海が荒れていて風も強まっており、潜水艦による攻撃は難しくなっているだろうから、潜水艦は重大な脅威とは考えられなかった。1915年1月1日2時20分、ポートランド・ビル沖スタート岬から20海里の場所で戦隊の最後尾を10ノットで航行していたフォーミダブルの左舷の第1ボイラーに、ドイツ潜水艦U-24の発射した魚雷が命中した。海岸まで持っていけば助かるように思われたが、2時40分頃にフォーミダブルは右舷に20度傾き、艦長ノエル・ロクスリー大佐は艦を放棄する命令を出した。暗闇と悪化する天候により、乗員の退艦は困難であった。小型のボートの中には海面にさかさまに投げ込まれたものもあった。
3時5分頃、2本目の魚雷がフォーミダブルの右舷に命中した。30フィートの大波の中でボートが降ろされたが、そのうち1隻はすぐに転覆してしまった。2隻の軽巡洋艦が横に近づき、悪化する天候の中でどうにか80人を救助した。4時45分にはすぐに転覆しそうな状況になり、その数分後に多くの乗員を乗せたままフォーミダブルは転覆し、急速に沈没した。ロクスリー艦長はフォックス・テリアのブルースと共に艦橋に残り、乗員の退艦を監督していた。
ベリー・ヘッド付近の荒れた海で、ブリクサムのトロール漁船プロビデントは1隻の小型ボートからそれが沈む前にフォーミダブルの乗員71人を救助した。2隻目のボートには70人が乗っており、沈没から22時間後に海岸から発見されて48人が助かった。フォーミダブルの沈没による死者は、780人の乗員の内艦長を含む士官35名と他512名であった。
フォーミダブルは第一次世界大戦で失われた3隻目の、そして敵の攻撃により撃沈された2隻目のイギリス戦艦であった。フォーミダブルの残骸は軍事遺物保護法により指定され、管理されている。
なお、ブルースの遺体は海岸に流れ着き、ドーセットのアボットベリー・ガーデンに埋葬された。